# 1124
1124 (MCXXIV) var ett skottår som började en tisdag i den julianska kalendern.

## Händelser

### Våren
- April eller maj – Sedan Alexander I har avlidit 23 april efterträds han som kung av Skottland av sin bror David I.

### December
- 15 december – Celestinus II utses till motpåve.
- 21 december – Sedan Calixtus II har avlidit en vecka tidigare väljs Lamberto Scannabecchi till påve och tar namnet Honorius II.

### Okänt datum
- Otto av Bamberg förkunnar den kristna läran för pomrarna och inleder på samma gång deras germanisering.

## Födda
- Eleonora av Akvitanien, drottning av Frankrike 1137–1152 (gift med Ludvig VII) och av England 1154–1189 (gift med Henrik II) (född detta år eller 1122)

## Avlidna
- 23 april – Alexander I, kung av Skottland sedan 1107
- 14 december – Calixtus II, född Guy av Vienne, påve sedan 1119
- Hassan-i Sabbah, grundaren av assassinerna